# Smržice
Smržice (en allemand : Smirschitz) est une commune du district de Prostějov, dans la région d'Olomouc, en Tchéquie. Sa population s'élevait à 1 605 habitants en 2023.

## Géographie
Smržice se trouve à 4 km au nord du centre de Prostějov, à 15 km au sud-ouest d'Olomouc et à 203 km à l'est-sud-est de Prague.
La commune est limitée par Čelechovice na Hané et Olšany u Prostějova au nord, par Vrbátky à l'est, par Držovice au sud-est, par Prostějov au sud, et par Mostkovice et Kostelec na Hané à l'ouest.

## Histoire
La première mention écrite de la localité date de 1131.

## Transports
Par la route, Šubířov se trouve à 5,5 km de Prostějov, à 17,5 km d'Olomouc et à 262 km de Prague.